# Adesmia paranensis
Adesmia paranensis är en ärtväxtart som beskrevs av Arturo Erhardo Erardo Burkart. Adesmia paranensis ingår i släktet Adesmia och familjen ärtväxter. Inga underarter finns listade i Catalogue of Life.